# Phare de Gorliz
Le phare de Gorliz est un phare situé sur Cabo Billano entre Gorliz et Arminza, face à l'Île Billano, dans la province du Biscaye (Pays basque) en Espagne.
Il est géré par l'autorité portuaire du Bilbao .

## Histoire
C'est une haute tour en béton blanc de 22 m de haut, avec une lanterne noire sans galerie contenant une lentille de Fresnel de 3e ordre. Il a été construit en 1990 et mis en service en 1991 pour marquer l'approche nord-est du port de Bilbao. Il a été construit dans le cadre du Plan de signalisation maritime de 1985-89, un plan national d'amélioration des phares.
Identifiant : ARLHS : SPA286 ; ES-00610 - Amirauté : D1523 - NGA : 1898 .
|             |
| Île Billano |

|        |
| Gorliz |